# Kühtai
Kühtai je středisko zimních sportů ve Stubaiských Alpách v sedle Kühtai mezi údolím Nedertal na západě a údolím Sellraintal na východě. Patří k obci Silz, okres Imst, rakouská spolková země Tyrolsko. K 1. 1. 2021 zde žilo 28 obyvatel.

## Poloha
Místo se nachází v nadmořské výšce kolem 2020 m a je jedním z nejvýše položených lyžařských středisek v Rakousku. Je přístupný po silnici Sellraintalstrasse (L 13) z Inntalu a po silnici Kühtaistraße (L 237) z Ötztalu.

## Historie
Původně se zde nacházel Schwaighof , Chutay (Kuhalm). Poprvé se o něm píše kolem roku 1288 v majetkovém a příjmovém rejstříku tyrolských hrabat. Podle záznamů musel kromě desátku ze všech ovcí odevzdat 300 kusů sýra. Počítáme-li na 100 litrů mléka asi 6 kg sýra a 2 kg másla, pak na výrobu 300 sýrových koleček bylo zapotřebí asi 5 000 litrů mléka.
V roce 1497 získal pozdější císař Maxmilián I. právo lovit v oblasti Kühtai. Arcivévoda Leopold V. nechal v roce 1622 Schwaighof přestavět na lovecký zámeček a v roce 1624 nechal vybudovat silnici ze Sellrainu. Císař František Josef I. koupil lovecký zámeček v roce 1893 a využíval ho jako výchozí bod pro lov svišťů. Prostřednictvím jeho vnučky Hedviky se dostal k hrabatům ze Stolbergu-Stolbergu, kteří jej přestavěli na hotel pro zimní sporty.V roce 2016 jej noví majitelé zmodernizovali.
Již ve 30. letech 20. století se v Kühtai ubytovávali horolezci a letní rekreanti. Lovecký zámeček byl na konci 19. století přestavěn na zámecký hotel. Vlna lyžování, která se objevila na počátku 20. století, brzy zasáhla Rakousko-Uhersko a s ním i Kühtai. Pod vedením k.u.k. ministerstva práce a zemědělství (Arbeits- und Ackerbauministerium) bylo místo v roce 1909 otevřeno jako lyžařské středisko. Po druhé světové válce se Kühtai rychle rozrostlo v hotelovou vesnici a dnes je oblíbenou turistickou a lyžařskou oblastí.
V letech 1976–1977 byl postaven kostel Navštívení Panny Marie.
V rámci Zimních olympijských her mládeže 2012 se zde konaly soutěže ve snowboardingu a freestylu. Na konci prosince 2014 se v Kühtai poprvé konaly závody Světového poháru v alpském lyžování žen (místo zrušených závodů v Semmeringu). 

## Okolí
V okolí obce se nacházejí útulny Dortmunder Hütte ♁⊙, hostince Dreiseenhütte, Graf Ferdinand-Hütte, Kaiser Maximilian-Hütte a rekreační dům Mittergrathütte, salaše Stockach a Untere Issalm a elektrárna Kühtai.

## Galerie

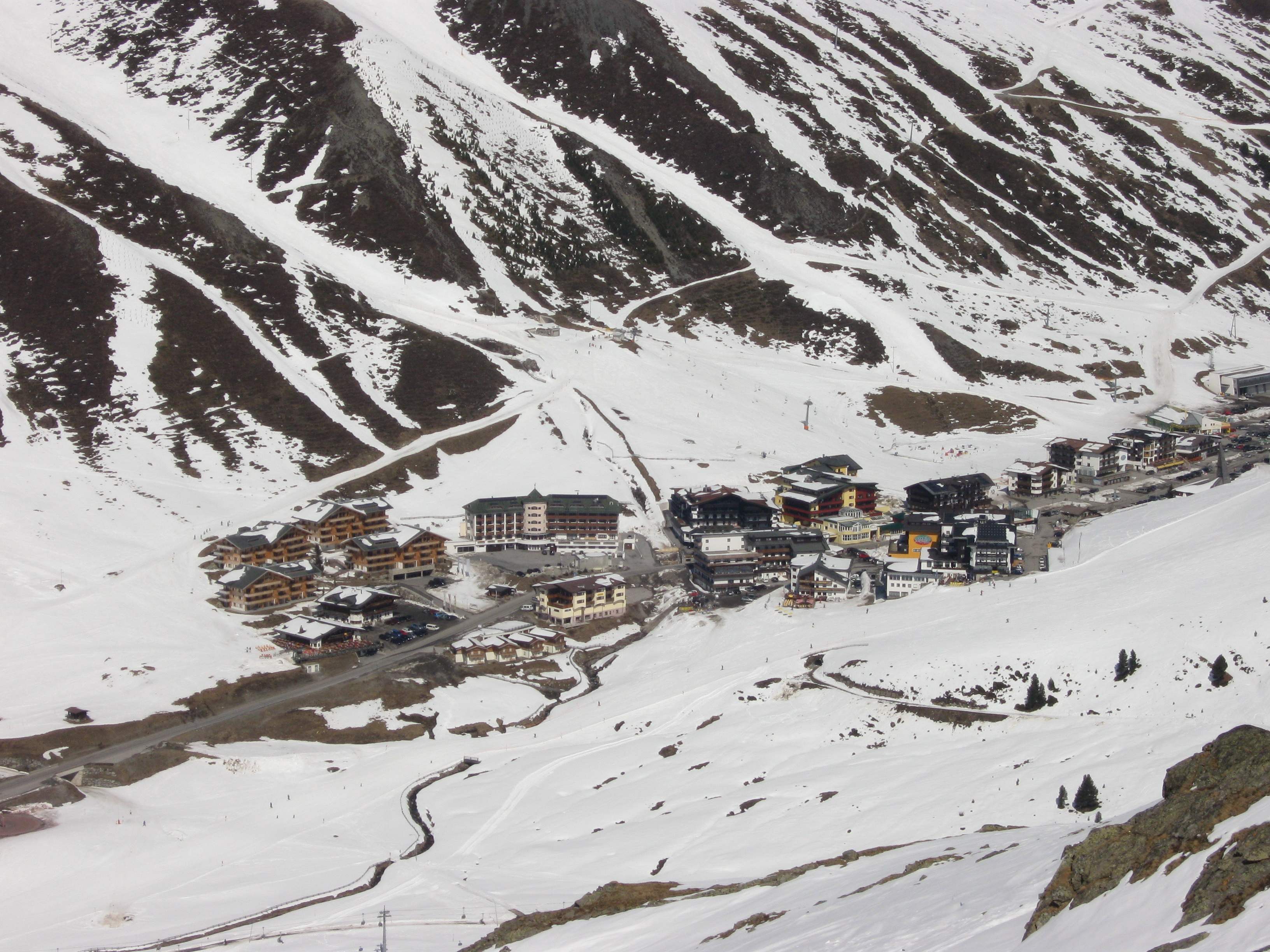
Středisko zimních sportů Kühtai
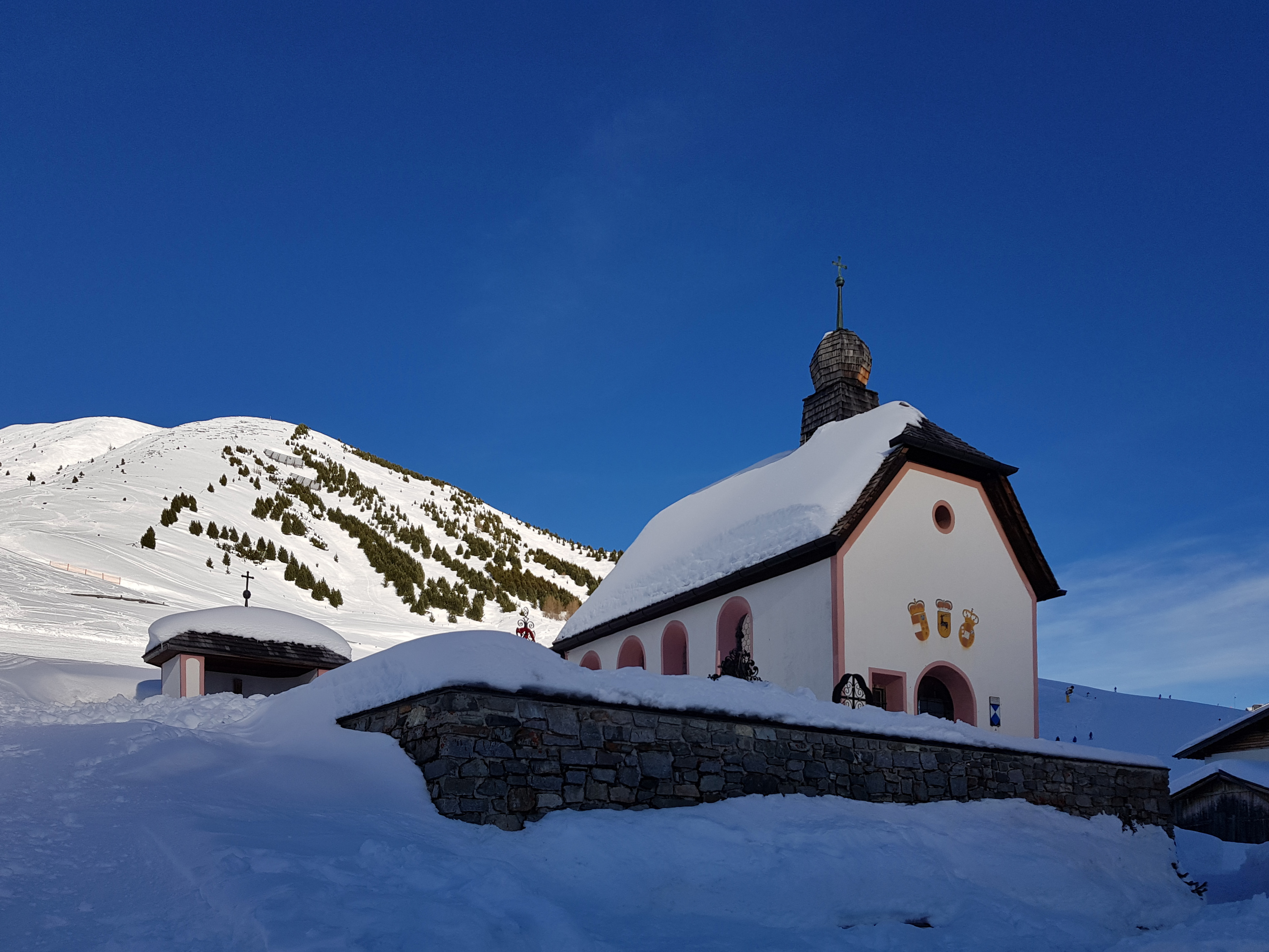
Kaple Jagdschloss
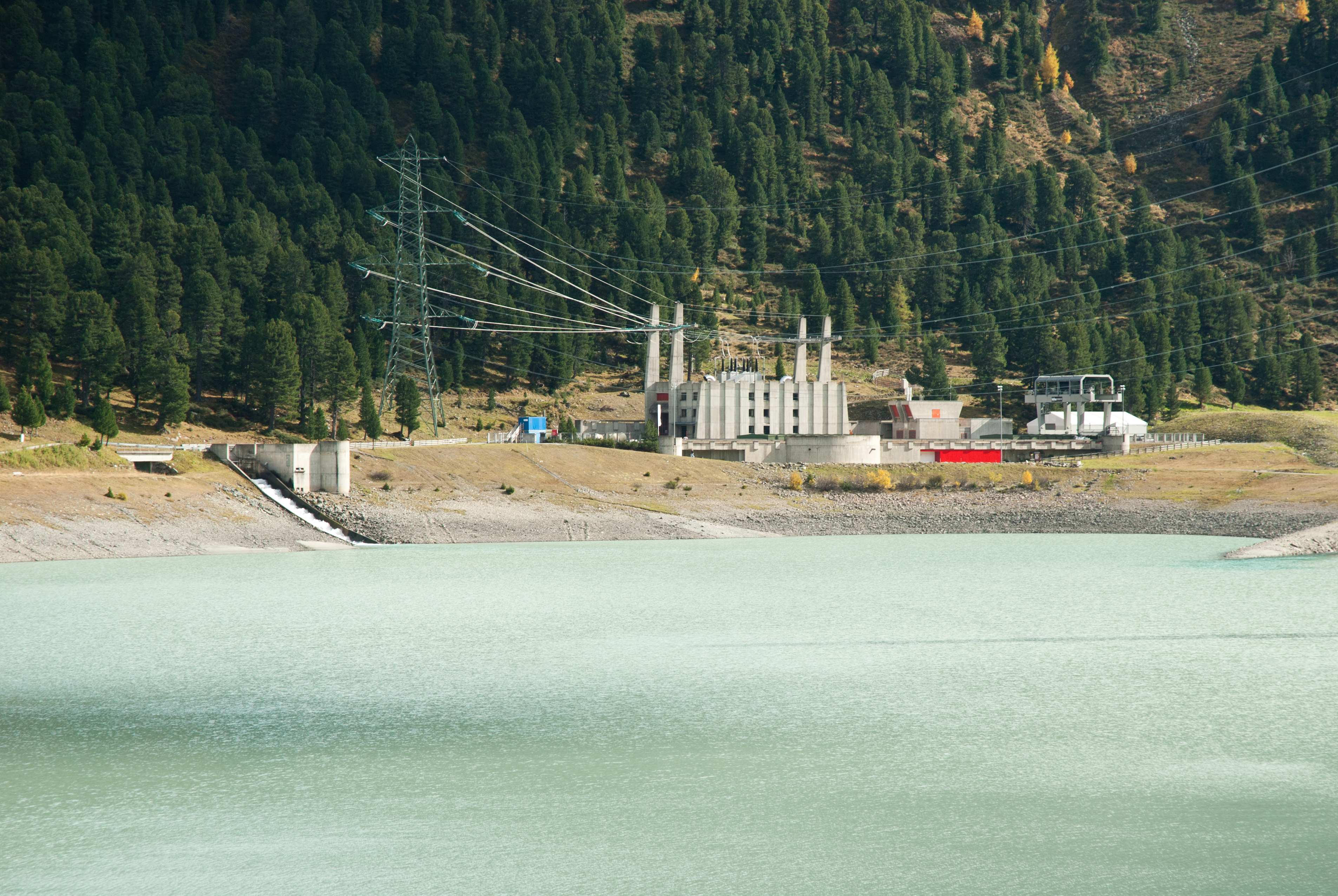
Elektrárna Kühtai
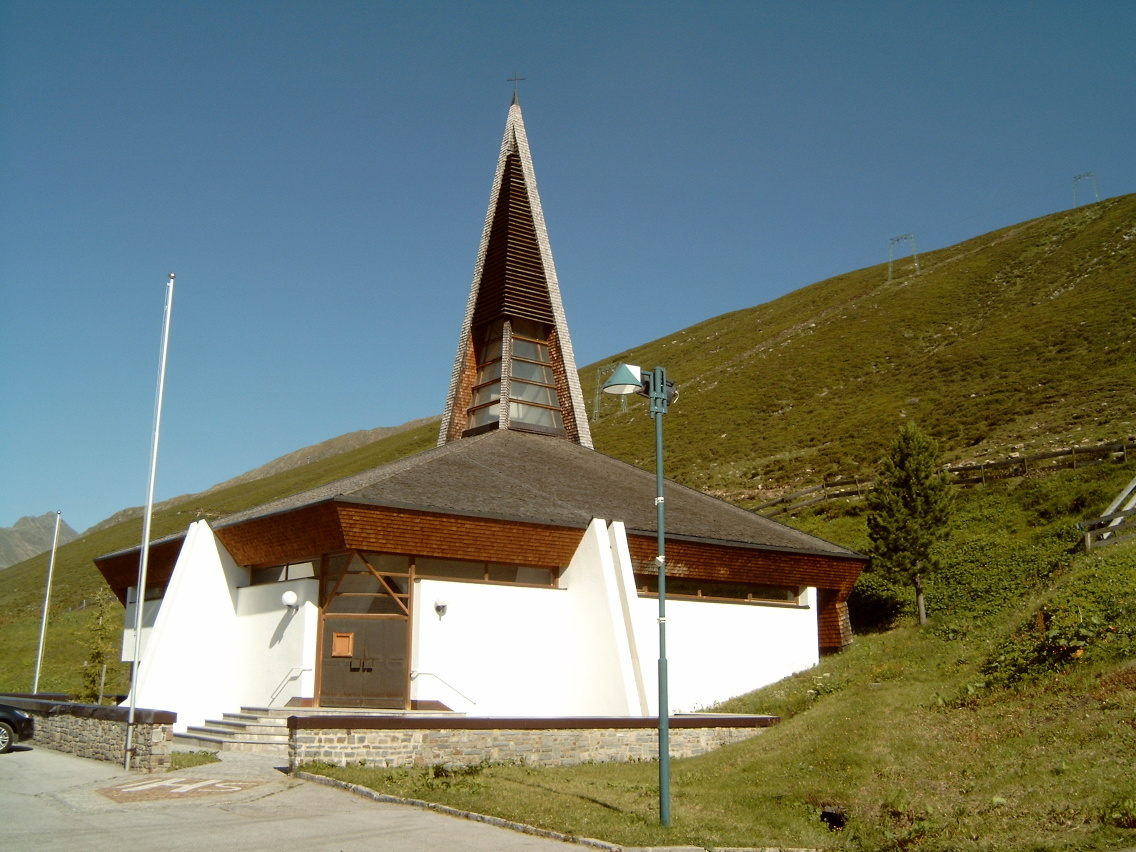
Kostel
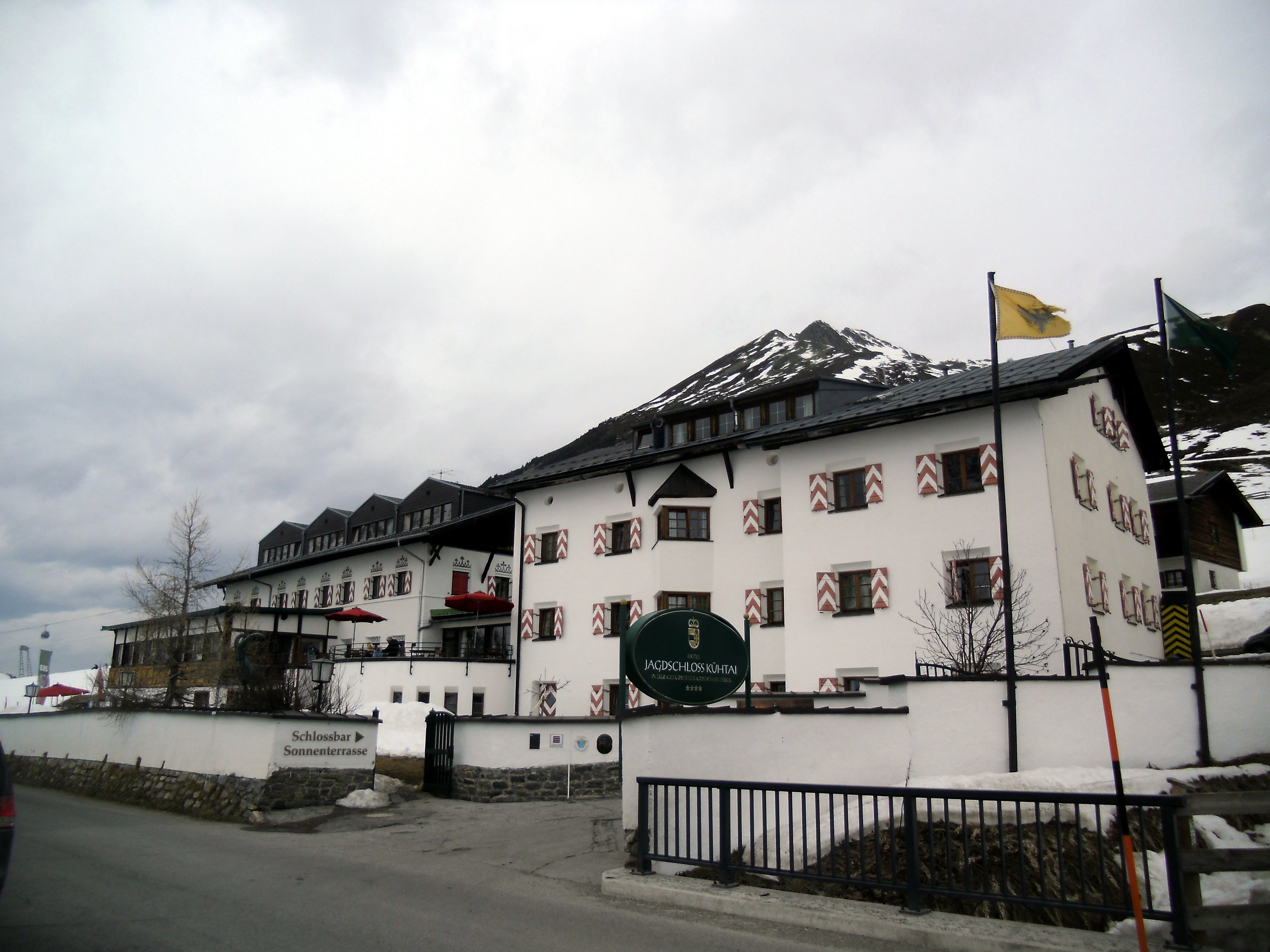
Lovecký zámeček (Jagdschloss)
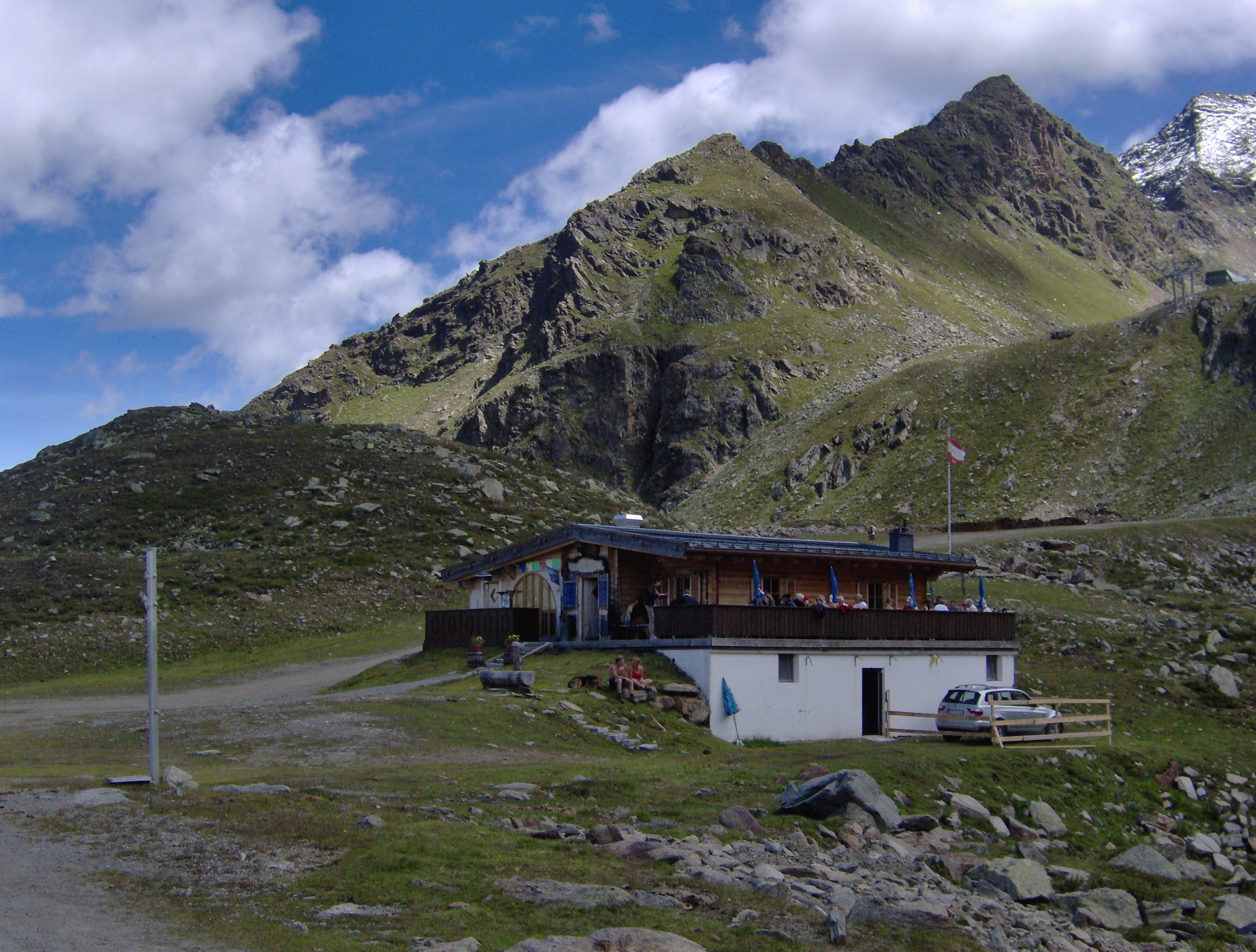
Drei Seen Hütte